# Принсес Тауър
Принцес Тауър е жилищен небостъргач в строеж, намиращ се в град Дубай, ОАЕ. Със своите 414 м и 101 етажа, той е най-високата жилищна сграда в света.
Сградата съдържа 763 жилищни единици, 957 подземни гаража (разположени на 6 етажа) и 8 магазина.
Сградата е завършена и предадена от изпълнителя през септември 2012 г.